# Ananas lucidus
Ananas lucidus är en gräsväxtart som beskrevs av Philip Miller. Ananas lucidus ingår i släktet Ananas och familjen Bromeliaceae. Inga underarter finns listade i Catalogue of Life.